# Artérite

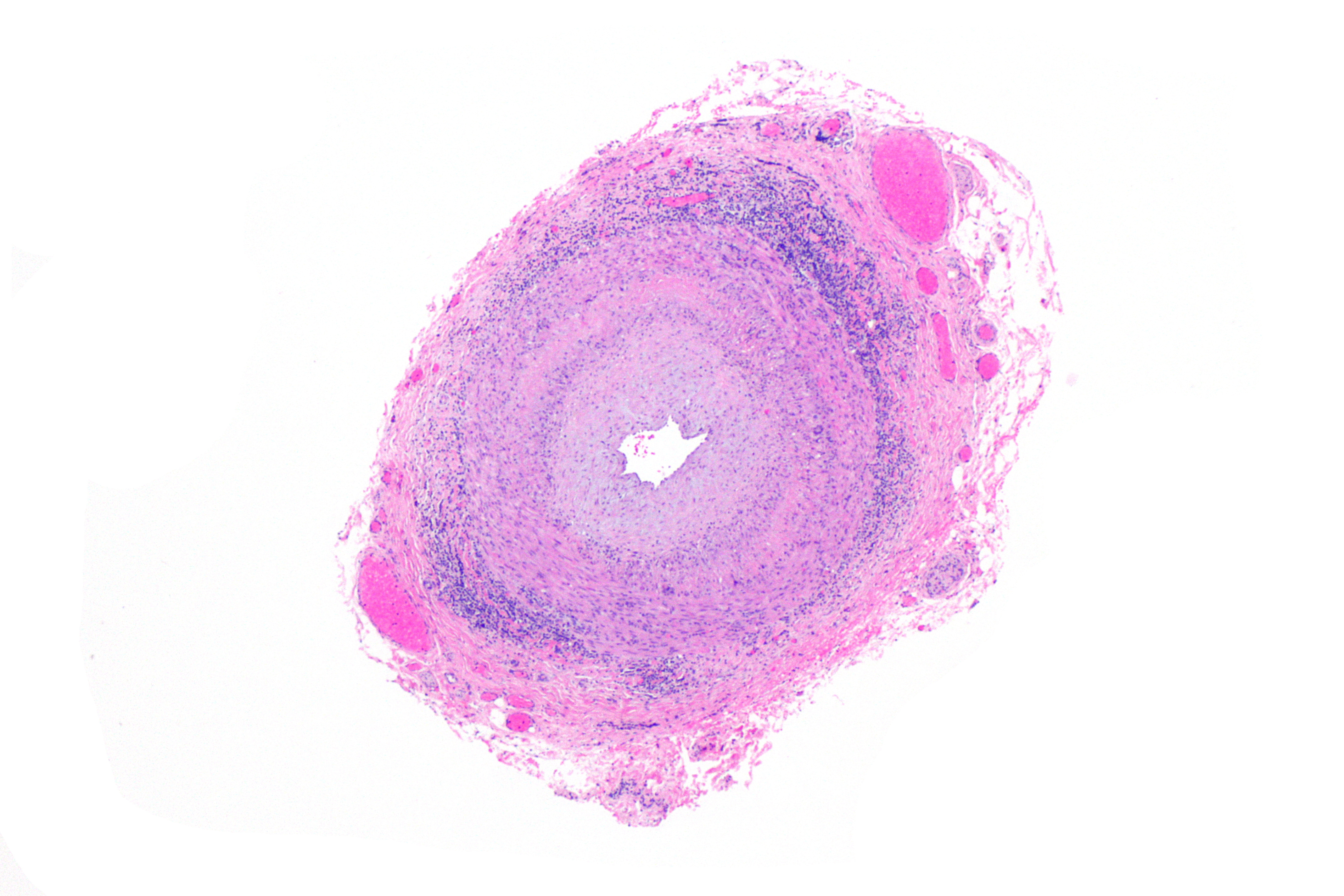
Microphotographie d'une artérite à cellules géantes (artère temporale).

Une artérite est une inflammation des parois des artères, en général à la suite d'une infection ou d'une réponse auto-immune.
L'artérite, un trouble complexe, n'est pas encore entièrement comprise. L'artérite peut-être différenciée en différents types en fonction des différents organes affectés par la maladie. Une des complications de l'artérite est la thrombose, qui peut être létale. L'artérite et la phlébite sont des formes de vascularite.

## Différentes formes d'artérites
- Artérite à cellules géantes
- Artérite de Takayasu
- Artérite temporale
- Artérite des membres inférieurs